# Pierre-Yves Artaud
Pierre-Yves Artaud (født 13. juli 1946 i Paris) er en fransk fløjtenist, komponist og musikpædagog.
Artaud afsluttede sin tid på Conservatoire de Paris med en førstepris i fagene fløjte og kammermusik og påbegyndte en karriere som solofløjtenist med internationalt betydningsfulde orkestre under dirigenter som Pierre Boulez, Jean-Claude Casadesus, Charles Dutoit, Peter Eötvös, Lawrence Foster, Arturo Tamayo og Tsung Yeh. Han er særligt interesseret i den samtidige musik, og komponister som Gilbert Amy, André Boucourechliev, Franco Donatoni, Brian Ferneyhough, Sofia Gubaidulina, Toshio Hosokawa, Klaus Huber, Betsy Jolas, Michaël Levinas, Paul Mefano, Emmanuel Nunes, Luis de Pablo og Yoshihisa Taira har tilegnet ham værker.
I 1965 grundlagde Artaud fløjtekvartetten Arcadie. I mange år var han medlem af ensemblet 2e2m. I 1981 blev han udnævnt til leder af Atelier de Recherche Instrumentale ved IRCAM af Pierre Boulez og havde denne post indtil 1986. I 1985 grundlagde han Orchestre de flûtes français.
Artaud virker som professor ved Conservatoire de Paris og afholder derudover mesterklasser verden over.